# No compteu amb els dits
No compteu amb els dits és un curtmetratge en català del 1967 dirigit per Pere Portabella i Ràfols, el primer que va dirigir en tornar de l'exili després de l'escàndol Viridiana. Es tracta d'un film experimental on utilitza tècniques narratives del cinema publicitari barrejat amb la poesia de Joan Brossa i una certa influència de l'Escola de Barcelona.
Tot i que la llengua usada a la pel·lícula és el castellà, Portabella va voler titular-la en català. Tanmateix, les autoritats franquistes el van obligar distribuir-la amb el títol en castellà (No contéis con los dedos).

## Sinopsi
La pel·lícula, inspirada en els filmlets (anuncis en forma de pel·lícula breu que es projectaven als cinemes) i plena de metàfores visuals, es basa en suggeriments que pot causar a l'espectador la relació d'imatges i coses que aparentment estan aïllades, sense tenir res en comú i que emulen les convencions de la publicitat cinematogràfica i televisiva. La primera frase de la pel·lícula és "Derrotat...però no vençut". L'última seqüència deixa l'espectador clavat davant la pantalla en blanc.
Joan Brossa va treballar en el guió i també posa certa malícia a l'atmosfera gris i opressora de l'Espanya franquista, que preveu el tema més explícitament al Nocturn 29 del propi Portabella.

## Repartiment
- Mario Cabré
- Josep Centelles
- Natacha Gounkevich
- José Santamaría
- Daniel Van Golden
- Willi Van Roy

## Guardons
Premi al millor curtmetratge a la 12a edició dels Premis Sant Jordi de Cinematografia (1968)